# Galerie des drapeaux à forte ressemblance
Cet article recense les drapeaux à forte ressemblance de nations diverses, ceux-ci étant parfois quasiment identiques (ils se distinguent parfois uniquement par les proportions ou les teintes de couleur, mais ne sont jamais rigoureusement identiques). Sont ici présentés les drapeaux d'entités reconnues par l'ONU.
Les critères de rapprochement des drapeaux sont des critères vexillologiques. Les drapeaux qui n'ont plus cours ne sont pas inclus dans cet article.

## Drapeaux à bandes

### Drapeaux à bandes verticales

#### Drapeaux à deux bandes verticales

##### Drapeaux bicolores verticaux blanc, rouge

Drapeau de Bahreïn
Drapeau de Malte
Drapeau du Qatar

#### Drapeaux à trois bandes verticales

##### Drapeaux tricolores verticaux rouge, blanc, rouge

Drapeau du Canada
Drapeau du Pérou

##### Drapeaux tricolores verticaux bleu, jaune, rouge

Drapeau d'Andorre
Drapeau de la Moldavie
Drapeau de la Roumanie
Drapeau du Tchad

##### Drapeaux tricolores verticaux vert, blanc, orange

Drapeau de l'Irlande
Drapeau de la Côte d'Ivoire

##### Drapeaux tricolores verticaux vert, blanc, rouge

Drapeau du Mexique
Drapeau de l'Italie

### Drapeau à bandes horizontales

#### Drapeaux à deux bandes horizontales

##### Drapeaux bicolores bleu, rouge

Drapeau d'Haïti
Drapeau du Liechtenstein

##### Drapeaux bicolores horizontaux blanc, rouge

Drapeau de l'Indonésie
Drapeau de Monaco
Drapeau de Singapour

Drapeau de la Pologne

##### Drapeaux bicolores horizontaux vert, rouge

Drapeau du Burkina Faso
Drapeau de la Biélorussie

##### Drapeaux tricolores horizontaux avec un triangle

Drapeau des Philippines
Drapeau de la République tchèque
Drapeau de Saint-Martin (Pays-Bas)

#### Drapeaux à trois bandes horizontales

##### Drapeaux tricolores horizontaux rouge, blanc, noir

Drapeau d'Égypte
Drapeau de l'Irak
Drapeau du Yémen

##### Drapeaux tricolores horizontaux rouge, blanc, rouge

Drapeau de l'Autriche
Drapeau de la Lettonie
Drapeau du Liban

##### Drapeaux tricolores horizontaux bleu, blanc, vert

Drapeau du Lesotho
Drapeau de l'Ouzbékistan

Drapeau de Sierra Leone

##### Drapeaux tricolores horizontaux jaune, bleu, rouge

Drapeau de la Colombie
Drapeau de l'Équateur
Drapeau du Venezuela

##### Drapeaux tricolores horizontaux orange, blanc, vert

Drapeau du Niger
Drapeau de l'Inde

##### Drapeaux tricolores horizontaux vert, blanc, rouge

Drapeau de l'Iran

Drapeau de la Hongrie
Drapeau du Tadjikistan

Drapeau de la Bulgarie

##### Drapeaux tricolores horizontaux vert, jaune, rouge

Drapeau de l'Éthiopie

Drapeau de la Bolivie
Drapeau du Ghana

Drapeau de la Lituanie
Drapeau de la Birmanie

##### Drapeaux tricolores horizontaux rouge, blanc, bleu

Drapeau du Luxembourg
Drapeau des Pays-Bas
Drapeau du Paraguay
Drapeau de la Croatie

## Drapeaux à couleurs spécifiques

### Drapeaux arborant les couleurs panarabes
Les couleurs panarabes sont les couleurs rouge, noir, vert et blanc, issues du drapeau de la Révolte arabe. On retrouve ces couleurs dans la plupart des drapeaux des pays arabes.

Le drapeau de la Révolte arabe

### Drapeaux arborant les couleurs panslaves
Les couleurs panslaves, rouge, bleu et blanc, sont les couleurs utilisées sur certains drapeaux d'États ou peuples slaves ou possédant une majorité d'habitants ayant une origine slave. Leur utilisation symbolise une origine commune.

Drapeau panslave, adopté à la convention panslave de Prague en 1848.

### Drapeaux arborant les couleurs panafricaines
Les couleurs panafricaines sont trois couleurs - le rouge, le jaune et le vert - utilisées par beaucoup de pays d'Afrique dans leurs drapeaux, en particulier en Afrique de l'Ouest. Ces couleurs proviennent du drapeau de l'Éthiopie, l’une des seules nations d’Afrique à avoir conservé sa souveraineté pendant le démembrement de l’Afrique au XIXe siècle.

Drapeau de l'ancien Empire éthiopien

## Drapeaux à symboles spécifiques

### Drapeaux arborant une croix

#### Drapeaux unis arborant une croix

Drapeau et armoiries de la Suisse
Drapeau de la Croix-Rouge
Ordre souverain de Malte
Drapeau du Danemark
Drapeau de l'Angleterre

### Drapeaux arborant un disque

#### Drapeaux unis arborant un disque

Drapeau du Bangladesh
Drapeau du Japon
Drapeau des Palaos

#### Drapeaux à bandes horizontales arborant un disque

Drapeau du Laos
Drapeau du Niger

### Drapeaux arborant une étoile

#### Drapeaux unis arborant une étoile

Drapeau de la Somalie
Drapeau du Viêt Nam
Drapeau du Maroc

### Drapeaux arborant plusieurs étoiles

#### Drapeaux arborant la croix du Sud
Pour un article plus général, voir Croix du Sud.

## Drapeaux inspirés d'autres drapeaux

### Drapeaux inspirés du drapeau de l'Argentine
Plusieurs pays d'Amérique Latine se sont inspirés du drapeau de l'Argentine.
La ressemblance n'est donc pas fortuite.

Drapeau de l'Argentine
République fédérale d'Amérique centrale
Drapeau du Nicaragua
Drapeau du Honduras
Drapeau du Salvador
Drapeau du Guatemala
Drapeau de l'Uruguay

### Drapeaux inspirés du drapeau de la France

Drapeau du Costa Rica
Drapeau de la Côte d'Ivoire
Drapeau de l'Irlande
Drapeau de l'Italie
Drapeau du Tchad
Drapeau de la Roumanie

### Drapeaux intégrant l'Union Jack et les pavillons britanniques

Drapeau de l'Australie
Drapeau de la Nouvelle-Zélande
Drapeau des Tuvalu
Drapeau de Niue
Drapeau des Îles Cook
Drapeau des Fidji
Drapeau des Bermudes

### Drapeaux inspirés du drapeau des États-Unis

Drapeau du Liberia
Drapeau de la Malaisie

## Autres drapeaux présentant des similitudes

Drapeau de la Corée du Nord
Drapeau du Costa Rica
Drapeau de la Thaïlande

Drapeau de Cuba
Drapeau de Porto Rico

Drapeau de la Grèce
Drapeau de l'Uruguay

Drapeau du Vanuatu
Drapeau de l'Afrique du Sud